# Spirala
Spirála ali (redko knjižno viba) je v matematiki krivulja, ki se krožno približuje ali oddaljuje od središčne točke, kar je odvisno od smeri v kateri sledimo krivulji. 

## Dvorazsežne spirale
V dvorazsežnih polarnih koordinatah (r, φ) je r monotona funkcija φ. Izrojen primer je krožnica, kjer funkcija ni strogo monotona, temveč konstanta.
Pomembne dvorazsežne, ravninske spirale so:
- arhimedske spirale ... r = a + bφ 1/n,
  - lituus ... r = a φ-1/2 (obratna krivulja Fermatove spirale),
  - hiperbolična spirala ... r = a φ-1 (obratna krivulja Arhimedove spirale),
  - Arhimedova spirala ... r = a + bφ,
  - Fermatova spirala ... r = a φ1/2,
- logaritemske spirale
  - logaritemska spirala ... r = abφ,
  - enakokotna spirala ... r = aekφ; k = ctg α (rečejo ji tudi logaritemska spirala),
  - zlata spirala ... r = Φφ/π,
- evolventa krožnice (ali redko tudi involuta krožnice),
- klotoida.

## Trirazsežne spirale
Tudi enačba trirazsežnih spiral je r zvezna in  monotona funkcija kota {\displaystyle \theta \,}.  Trirazsežne spirale imajo še tretjo spremenljivko višino (oznaka {\displaystyle h\,}), ki je monotona funkcija kota  {\displaystyle \theta \,}.
Primera trirazsežnih spiral sta tudi vijačnica in vrtinec.

## Sferna spirala
Sferna spirala se imenuje loksodroma. To je krivulja na površini Zemlje, ki seka vse poldnevnike pod istim kotom, ki ni enak 0º ali 90º Ta krivulja ima neskončno število obratov, njihova medsebojna razdalja pa se manjša pri približevanju kateremu od polov.